# Cantonul Castellane
Cantonul Castellane este un canton din arondismentul Castellane, departamentul Alpes-de-Haute-Provence, regiunea Provence-Alpes-Côte d'Azur, Franța.

## Comune
- Castellane (reședință)
- Demandolx
- La Garde
- Peyroules
- Rougon
- Saint-Julien-du-Verdon
- Soleilhas